# Diaye Coura
Diaye Coura is een gemeente (commune) in de regio Kayes in Mali. De gemeente telt 13.700 inwoners (2009).
De gemeente bestaat uit de volgende plaatsen:
- Diaye-Coura
- Diaye-Tougouné
- Fasséguerla
- Kouga
- M’Boya-Kassé
- M’Boya-Kouroumba
- Mayel
- Moussa-Bougou
- Siringa
- Wassadiala